# Cornel Brahaș
Cornel Brahaș, pe numele real Ionel Vițu (n. 23 mai 1950, Poiana, Galați – d. 23 noiembrie 2005, Brăhășești, Galați), a fost scriitor și deputat român în legislatura 1992-1996, ales în municipiul București pe listele PUNR.

## Biografie
A fost membru al Uniunii Scriitorilor din România. 
A scris nouă volume de poezie, trei romane-document, o carte de reportaj, două romane și un volum de reportaj-document. 
Activitate politică/Funcții: 
- membru PUNR (1990-1994, exclus), apoi Partidul Dreapta Românească (din 1995) si PPR;
- deputat PUNR de București (27.09.1992-3.11.1996);
- vicepreședinte al PUNR (3.10.1992) și președinte al filialei București (1992-9.11.1994);
- purtător de cuvânt al PUNR (eliberat la 7.09.1994);
- secretar executiv al Partidului Dreapta Românească (1995-2000);
- vicepreședinte al PPR (3.02.2000)

## Opera
- Până la capăt și mai departe (roman-document)
- 53 de poeme de dragoste și speranță
- Poezii foarte frumoase
- Sfârșit de vânătoare
- Penultimele poeme de dragoste
- Poezii din capul meu
- Întors
- Despre morți numai de bine (reportaj-document)
- Clasa muncitoare - clasa deschisă (roman în probe)
- Mocănești. Oamenii dracului
- Morții nu mai știu drumul către casă (roman, Ed. Militară 1990)
- Anno Domini - 2004
- Laptus Vulgata
- Jurnal dactilografiat (1985-1989)
- Poezii fără mijloace